# تايرون مارشال
تايرون إيفرتون مارشال (بالإنجليزية: Tyrone Everton Marshall) (مواليد 12 نوفمبر 1974 في كينغستون) لاعب كرة قدم جامايكي دولي يجيد اللعب في خط الدفاع . يلعب حاليا لصالح نادي سياتل سوندرز الأمريكي منذ 2009 .

## روابط خارجية
- تايرون مارشال على موقع الاتحاد الدولي (مؤرشف)  (الإنجليزية)
- تايرون مارشال على موقع الدوري الأمريكي (الإنجليزية)
- تايرون مارشال على موقع قاعدة بيانات كرة القدم.إي يو (الإنجليزية)
- تايرون مارشال على موقع ناشيونال فوتبول تيمز (الإنجليزية)
- تايرون مارشال على موقع Soccerway.com (الإنجليزية)
- تايرون مارشال على موقع كووورة